# UGC 24
UGC 24 es una galaxia espiral barrada localizada en la constelación de Pegaso.